# Nirmali
Nirmali là một thành phố và là một khu vực quy hoạch (notified area) của quận Supaul thuộc bang Bihar, Ấn Độ.

## Địa lý
Nirmali có vị trí 26°19′B 86°35′Đ / 26,32°B 86,58°Đ Nó có độ cao trung bình là 59 mét (193 feet).

## Nhân khẩu
Theo điều tra dân số năm 2001 của Ấn Độ, Nirmali có dân số 16.144 người. Phái nam chiếm 53% tổng số dân và phái nữ chiếm 47%. Nirmali có tỷ lệ 45% biết đọc biết viết, thấp hơn tỷ lệ trung bình toàn quốc là 59,5%: tỷ lệ cho phái nam là 57%, và tỷ lệ cho phái nữ là 31%. Tại Nirmali, 18% dân số nhỏ hơn 6 tuổi.